# セイプディン・エズィズィ
セイプディン・エズィズィ（ウイグル語：Säypiddin Äzizi、中国語：賽福鼎·艾則孜、ピン音：Sàifúdǐng Àizézī、1915年3月12日 - 2003年11月24日）は、中華人民共和国のウイグル人政治家。
カナ表記では、サイフジン、サイプディン、セイピディン等とも表記される。

## 略歴
1915年新疆省のアトゥシュにて生まれる。アトゥシュで教員となり、教育改革運動に参加した後、盛世才政権の留学振興政策により、1935年から1937年までタシケントの中央アジア大学に留学した。帰国後は、タルバガタイ区で出版活動に携わり、ウイグル文化振興会の秘書長を務めた。
1944年にクルジャにて東トルキスタン共和国が樹立されると、共和国政府の教育庁副長に、1945年1月には政府委員、教育庁長に任命された。1946年には、親ソ派政治組織としてアブドゥルキリム・アバソフらにより設立された東トルキスタン人民革命党の中央委員、宣伝部長に任命された。
1946年に、東トルキスタン共和国政権と中国国民党系の新疆省政府が合同し、新疆省連合政府が発足すると、新政権の政府委員、教育庁長を務めた。1947年に、省政府主席張治中の辞任を契機に、新疆連合政府が崩壊すると、アフメトジャン・カスィミら旧東トルキスタン共和国派とともに、イリに戻り、新疆人民民主同盟を組織した。
国共内戦の終結後、1949年にイリ政権首脳陣が、北京の政治協商会議出席のための移動中に遭難すると、イリ政権を代表して、中国共産党政権への合流を表明し、同年9月に政治協商会議に出席、政協委員に選出された。また同月に中国共産党に入党した。
中華人民共和国では、ウイグル族を代表する政治指導者として位置づけられ、1949年12月に新疆省政府副主席、新疆軍区副指令員、1951年には中国共産党民族部部長、統一戦線部部長、新疆省幹部学校校長、中ソ友好協会副会長に任命された。1955年に新疆ウイグル自治区が成立すると、初代自治区政府主席、自治区共産党委員会書記となり、一級解放勲章を受章、中将に任官した。文革中の1972年には自治区革命委員会主任となり、1973年6月には自治区党委員会第一書記、新疆軍区第一政治委員に就任した。
その後、中国共産党中央政治局候補委員（第10期、第11期）、1954年から1993年まで、全国人民代表大会常務委員会副委員長（第1期 - 第7期）、1993年には、中国人民政治協商会議全国委員会副主席（第8期）などの要職を歴任した。1993年に華夏出版社より回顧録を発表する。
2003年11月に北京にて死去。